# Lasioglossum yakourense
Lasioglossum yakourense là một loài Hymenoptera trong họ Halictidae. Loài này được Saunders mô tả khoa học năm 1908.